# 16-й гусарський полк (Австро-Угорщина)
16-ий гусарський полк — полк цісарсько-королівської кавалерії Австро-Угорщини.
Повна назва: K.u.k. Husaren-Regiment «Graf Üxküll-Gyllenband» Nr. 16

Дата утворення — 1798 рік.

Почесний шеф — граф Ікскюль-Ґюлленбанд.

## Склад полку
Набір рекрутів
Національний склад полку (липень 1914) — 94 % угорців та 6 % інших.
Мови полку (липень 1914) — угорська.

## Інформація про дислокацію

### Перша світова
- 1914 рік — штаб — Марібор, І-й дивізіон — Грац, ІІ-й дивізіон — Бад Радкерсбург[4].
- 1914 — входить до складу VII корпусу, 2 кавалерійської дивізії, 3 Бригада кавалерії

## Командири полку
- 1879: Отто Кляйн[5]
- 1908: Альберт Каппі[6]
- 1914: Леопольд Анкер фон Кісмартон[7]